# Elaine Crowley
Elaine Crowley (Mallow, Irlanda; 18 de agosto de 1977) es una periodista, locutora de radio y de presentadora de televisión irlandesa conocida por hacer presentaciones en la cadena Virgin Media One desde 2010.

## Biografía
Crowley estudió en el Instituto de Tecnología de Dublín antes de trabajar en la TV3 en 2000. Fue lectora de noticias y presentadora del talk show de la mañana Ireland AM antes de encabezar el panel del show Midday desde 2010.

## Privado
Crowley ha estado abierta sobre sus luchas con su peso e imagen corporal, y con una depresión clínica.